# Budapest turisztikai látnivalóinak listája

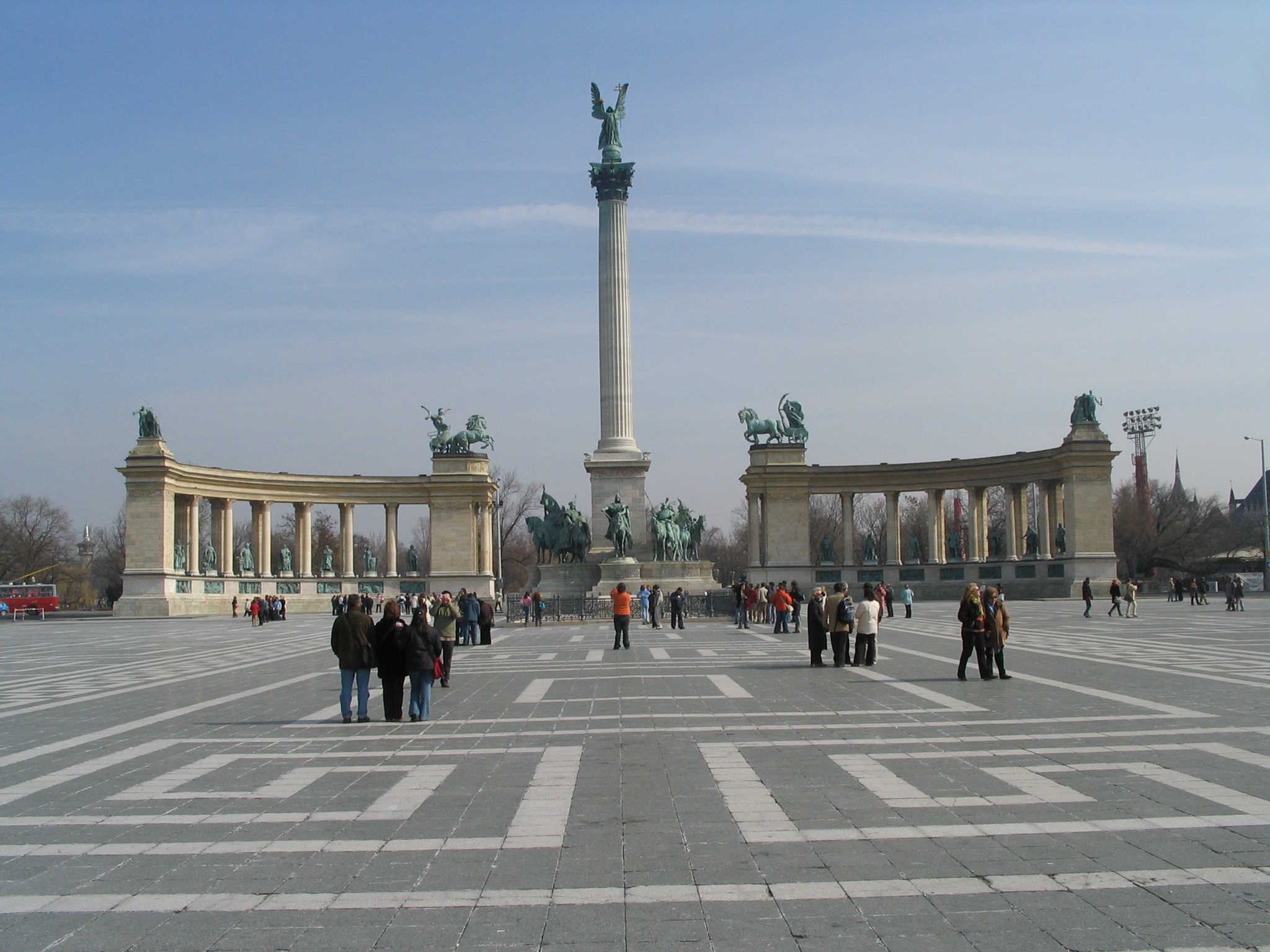
A Hősök tere

Ez a szócikk Budapest turisztikai látnivalóit sorolja fel.

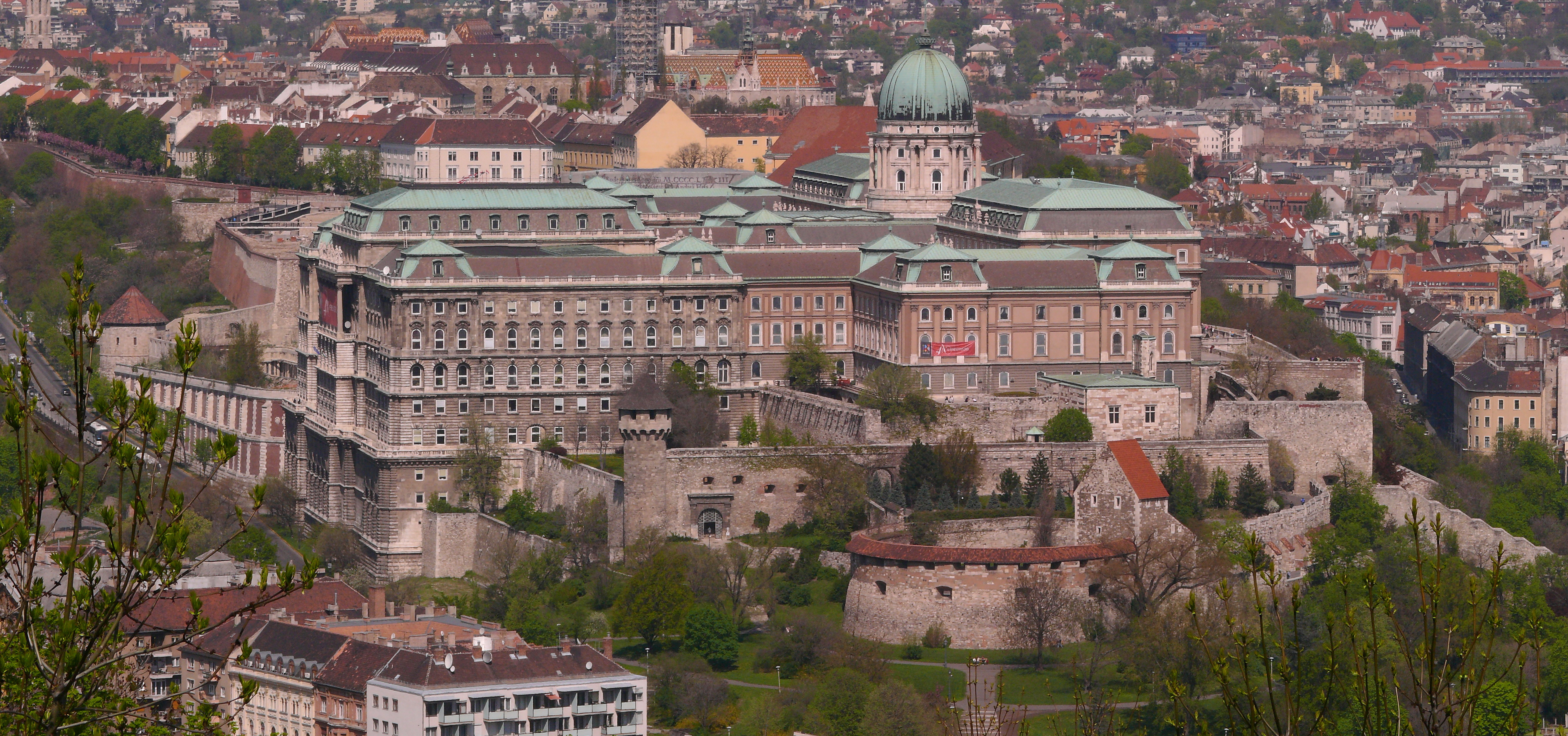
A Budavári Palota a Gellért-hegy felől

## Látnivalók Budán és Óbudán

### Budapest I. kerülete
- Budai várnegyed
- Budavári Palota
- Gellért-hegy
- Halászbástya
- István-torony (budai vár)
- Krisztinaváros
- Mátyás-templom
- Mária Magdolna-templom
- Nulladik kilométerkő
- Országos Széchényi Könyvtár
- Philadelphia kávéház
- Budavári sikló
- Szentháromság-szobor
- Tabán
- Budapesti Történeti Múzeum
- Várhegy
- Víziváros (Budapest)

### Budapest II. kerülete
- Bátori-barlang
- Budaszentlőrinci pálos kolostor
- Gül Baba türbéje
- Országút (városrész)
- Öntödei Múzeum
- Ördög-árok
- Pálvölgy
- Pál-völgyi-barlangrendszer
- Szemlő-hegyi-barlang
- Szépjuhászné
- Víziváros (Budapest)

### Budapest III. kerülete
- Aquincum
- Csúcs-hegy
- Kaszásdűlő
- Óbuda
- Óbudai-sziget
- Textilmúzeum

### Budapest XI. kerülete
- Citadella (Budapest)
- Gellért-hegy
- Sas-hegy
- Szabadság-szobor (Budapest)
- Szent Gellért tér
- Szent Gellért-szobor

### Budapest XII. kerülete
- Erzsébet-kilátó
- Krisztinaváros
- Mártonhegy (Budapest)
- Normafa
- Sas-hegy
- Városmajori Gimnázium
- Zugliget

### Budapest XXII. kerülete
- Nagytétényi Kastélymúzeum
- Szoborpark

## Látnivalók Pesten - belváros

### Budapest V. kerülete
Belváros
- Astoria
- Belvárosi plébániatemplom (Budapest)
- Contra-Aquincum
- Deák Ferenc tér
- Erzsébet tér (Budapest)
- Gresham-palota
- Kiskörút
- Millenniumi Földalatti Vasút
- Nemzeti Szalon
- Pilvax
- Pesti Vigadó

Lipótváros
- Batthyány-örökmécses
- Heccszínház
- Magyar Televízió
- Magyar Tudományos Akadémia
- Országház
- Szent István-bazilika

### Budapest VI. kerülete
Terézváros
- Andrássy út
- Deák Ferenc tér
- Kodály körönd
- Millenniumi Földalatti Vasút
- Nagykörút (Budapest)
- Nyugati pályaudvar
- Oktogon
- Magyar Állami Operaház
- Terror Háza

### Budapest VII. kerülete
Erzsébetváros
- Árpád-házi Szent Erzsébet-plébániatemplom
- Astoria
- Bucsinszky kávéház
- Budapesti Rumbach Sebestyén utcai zsinagóga
- Dohány utcai zsinagóga
- Erzsébet körút
- Hungária fürdő
- Kiskörút (Budapest)
- Nagykörút (Budapest)
- New York-palota
- Rózsák tere

### Budapest VIII. kerülete
Józsefváros
- Astoria
- Fiumei úti sírkert
- Füvészkert
- Keleti pályaudvar
- Kiskörút (Budapest)
- Magyar Nemzeti Múzeum
- Nagykörút (Budapest)
- Wenckheim-palota

### Budapest IX. kerülete
Ferencváros
- Kiskörút (Budapest)
- Központi Vásárcsarnok
- Kálvin téri református templom (Budapest)
- Magyar Iparművészeti Múzeum
- Művészetek Palotája
- Nagykörút (Budapest)
- Nemzeti Színház
- Semmelweis Egyetem
- Trafó – Kortárs Művészetek Háza

### Budapest XIII. kerülete
Újlipótváros
- Nagykörút (Budapest)

Angyalföld
- Népsziget

Margit-sziget
- Hajós Alfréd Nemzeti Sportuszoda
- Zenélőkút

### Budapest XIV. kerülete
Zugló
- Fővárosi Állat- és Növénykert
- Hősök tere
- Közlekedési Múzeum
- Magyar Vasúttörténeti Park
- Millenniumi Földalatti Vasút
- Millenniumi emlékmű
- Műcsarnok
- Szépművészeti Múzeum
- Magyar Olimpiai és Sportmúzeum
- Vajdahunyad vára
- Városliget

## Látnivalók Pesten - külváros

### Budapest IV. kerülete
- Népsziget

### Budapest XV. kerülete
- Rákospalotai Múzeum

### Budapest XVI. kerülete
- Naplás-tó és környéke

### Budapest XVII. kerülete
- Merzse-mocsár

### Budapest XVIII. kerülete
- Budapest Liszt Ferenc nemzetközi repülőtér

### Budapest XX. kerülete
- Gaál Imre Galéria
- Pesterzsébeti Múzeum

### Budapest XIX. kerülete
- Budapest Honvéd FC
- Wekerletelep

## Budapesti Duna-hidak

### Hidak a főágon
Budapesten több régi híd is van, ami világhírű népszerűségnek örvend. Itt van például a Széchenyi lánchíd, ahol 2002-ben az "Én a kém" (I spy) című amerikai akció-vígjátékot forgatták Eddie Murphy-vel. Ugyanezen a hídon nyaranta sok programmal találkozhatnak a Budapestre látogatók, többek közt a Nyár a Lánchídon fesztivállal.

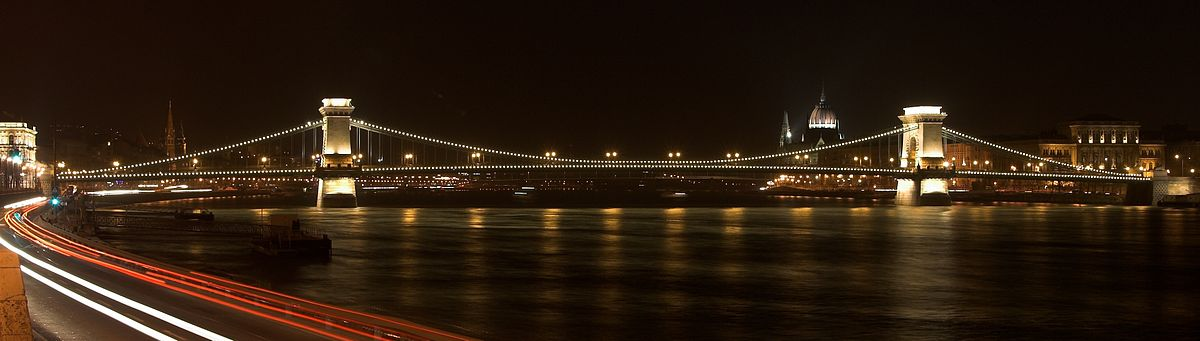
A Lánchíd este díszkivilágításban

- Megyeri híd
- Újpesti vasúti híd
- Árpád híd
- Margit híd
- Széchenyi lánchíd
- Erzsébet híd
- Szabadság híd
- Petőfi híd
- Rákóczi híd
- Összekötő vasúti híd
- Deák Ferenc híd

### Hidak a mellékágakon
A budapesten lévő mellékági hidak közül a legismertebb a K-híd, mivel ezen a hídon juthatnak át a nyaranta megrendezett híres Sziget fesztivál látogatói.
- K-híd
- Hajógyári híd
- Kvassay híd
- Gubacsi híd
- Molnár-szigeti híd